# Francesca Bertini
Francesca Bertini, pseudonimo di Elena Seracini Vitiello (Prato, 5 gennaio 1892 – Roma, 13 ottobre 1985), è stata un'attrice italiana.

## Biografia
Figlia adottiva del trovarobe napoletano Arturo Vitiello e dell'attrice di prosa fiorentina Adelaide Frataglioni, nacque a Prato: trascorse l'infanzia a Napoli. Iniziò giovanissima a calcare il palcoscenico nella compagnia di Eduardo Scarpetta. Successivamente comparve in un gran numero di film muti recitando parti secondarie.
Il suo primo film fu Il trovatore (1910). La giovane aveva una sgradevole voce gutturale, ma la sua decisione d'arrivare, unita all'insofferenza per la vita grama da commediante, le diede la spinta a 21 anni di trasferirsi a Roma, ribattezzatasi Francesca Bertini, interpretò il primo ruolo da protagonista in L'Histoire d'un Pierrot (1914), sotto la regia di Baldassarre Negroni per la Italica Ars che aveva commissionato la realizzazione del film alla Celio film, società legata alla Cines.
Successivamente passò alla Caesar Film, che inizialmente l'aveva chiesta solo in prestito. In soli due anni Francesca Bertini raggiunse la notorietà. Il successo più eclatante arrivò nel 1915 con il ruolo della napoletanissima Assunta Spina, nell'omonimo film tratto dal dramma di Salvatore Di Giacomo, per la regia di Gustavo Serena. Ma la Bertini non si limitò a recitare la parte di protagonista. Volle avere un ruolo primario anche nella realizzazione del film. Lo confermò lo stesso Gustavo Serena:

Francesca Bertini in Assunta Spina, 1915

Il fascino che emanava la sua figura, gracile, dai capelli corvini e con uno sguardo acceso e intenso, le fecero presto varcare i confini come tipo d'una bellezza meridionale e popolaresca. In seguito interpretò sul grande schermo grandi personaggi letterari e teatrali, come Fedora, Tosca e la Signora delle Camelie.
La sua notevole bellezza e la capacità di imporre la propria presenza in scena, soprattutto in parti tragiche, fecero di lei il primo esempio di diva cinematografica. Francesca Bertini inaugurò uno stile che, solo molto tempo dopo è stato ascritto al genere del divismo. Alcuni esempi:
- per ogni scena pretendeva di indossare un abito nuovo. Il vestito, fatto su misura dalla sarta, doveva inevitabilmente essere inaugurato il giorno successivo;
- qualsiasi film stesse girando, in qualsiasi luogo si trovasse, la Bertini alle cinque del pomeriggio si fermava e si recava in un grande albergo per prendere il tè in compagnia di alcune dame.

Francesca Bertini, assieme all'altra grande diva dell'epoca, Lyda Borelli, incarnava il personaggio di donna passionale, assoluta, straziante e fatale, allora di moda. Il suo produttore ebbe l'idea di farle realizzare una serie di sette film ispirati al romanzo d'appendice I sette peccati capitali di Eugène Sue (1804-1857), ciascuno per un peccato capitale: la diva si sarebbe espressa in tutta la gamma delle passioni. Già dopo l'annuncio si ebbe un'altissima richiesta d'acquisto; la serie di film, uscita nel 1919, non ebbe però il successo commerciale sperato.
La Bertini entrò in crisi e decise di riposarsi per un po' di tempo in una clinica. Un giorno, durante questo periodo, vide in un teatro di posa della Caesar i nuovi metodi di lavorazione venuti da Torino. Decise di essere diretta da un regista torinese per il suo nuovo film. Si girò Anima allegra dei fratelli Quintero. Il film ottenne un buon successo di pubblico.
La Bertini era ancora all'apice del successo quando l'americana Fox avanzò un'allettante offerta (un contratto di un milione di dollari dell'epoca) per recitare in alcuni film, ma la diva rifiutò, anche perché aveva appena conosciuto il banchiere svizzero Alfred Cartier che da lì a poco sarebbe diventato suo marito. Nell'agosto 1921 sostenne il suo ultimo ruolo notevole nel film La fanciulla di Amalfi, poi in settembre si sposò. Nella sua pur breve carriera aveva girato un centinaio di film e guadagnato quattro milioni di lire dell'epoca.

Francesca Bertini nel 1974

In seguito al matrimonio le sue apparizioni si fecero molto più rare; ma è verosimile che con l'avvento del cinema sonoro, come molti altri attori del muto, anche lei non seppe adeguarsi alle nuove tecniche di recitazione, penalizzata inoltre dal suo timbro di voce non proprio gradevole ed infatti in Odette, il suo secondo ed ultimo film sonoro da protagonista (il primo era stato La donna di una notte del 1930, girato in più versioni) rifacimento di un'omonima pellicola da lei interpretata all'epoca del muto, girato nel 1934 prima del suo ritiro definitivo, venne doppiata da Giovanna Scotto, divenendo così la prima attrice italiana ad essere doppiata nella sua stessa madrelingua.
Negli anni sessanta e settanta prese parte a qualche trasmissione televisiva: fu intervistata da Lelio Luttazzi a Ieri e oggi, Mike Bongiorno, Enzo Biagi e Maurizio Costanzo, sempre rievocando con una punta di nostalgia la sua leggendaria ma ormai lontana stagione di trionfi cinematografici. Nel 1969 fece uscire la sua autobiografia dal titolo Il resto non conta per la casa editrice Giardini, di Pisa.
Nel 1976 Bernardo Bertolucci la convinse a uscire dall'isolamento e a comparire in un breve cameo, in abiti da suora, nel suo kolossal Novecento. Prima di questo cameo era comunque già tornata a calcare saltuariamente i set cinematografici, sempre con piccoli ruoli: nel 1943 nella commedia Dora, la espía, realizzata in Spagna da Raffaello Matarazzo e mai distribuita in Italia, nel 1957 nella pellicola A sud niente di nuovo, diretta da Giorgio Simonelli, e nel 1969 nella pellicola Una ragazza di Praga di Sergio Pastore.
La sua immagine di "Diva del muto" era ancora viva nel 1976: la puntata di Bontà loro del 25 ottobre, trasmessa in seconda serata, fece registrare 11.800.000 spettatori (contro i 5.400.000 della puntata precedente). Nel 1982 il regista Gianfranco Mingozzi diresse per la televisione un documentario a lei dedicato, L'ultima diva. L'attrice morì a Roma il 13 ottobre 1985 all'età di 93 anni. È sepolta a Roma, nel cimitero di Prima Porta.

## Filmografia
- La dea del mare (1908)
- Il trovatore, regia di Louis J. Gasnier (1910)
- Salomè, regia di Ugo Falena (1910)
- Folchetto di Narbona, regia di Ugo Falena (1910)
- Pia de' Tolomei, regia di Gerolamo Lo Savio (1910)
- La morte civile, regia di Gerolamo Lo Savio (1910)
- Lucrezia Borgia, regia di Mario Caserini (1910)
- Re Lear, regia di Gerolamo Lo Savio (1910)
- Francesca da Rimini, regia di Ugo Falena (1910)
- Il mercante di Venezia, regia di Gerolamo Lo Savio (1910)
- Cola di Rienzo (1911)
- Tristano e Isotta, regia di Ugo Falena (1911)
- La contessa di Challant e Don Pedro di Cordova, regia di Gerolamo Lo Savio (1911)
- Ernani, regia di Louis J. Gasnier (1911)
- Marco Visconti, regia di Ugo Falena (1911)
- Manon Lescaut (1911)
- La congiura di Fieschi (1911)
- Lorenzaccio (1911)
- Un dramma a Firenze, regia di Ugo Falena (1912)
- Romeo e Giulietta, regia di Ugo Falena (1912)
- Beatrice d'Este, regia di Ugo Falena (1912)
- Suonatori ambulanti, regia di Giulio Antamoro (1912)
- Lucrezia Borgia, regia di Gerolamo Lo Savio (1912)
- La rosa di Tebe, regia di Enrico Guazzoni (1912)
- Cesare Borgia, regia di Gerolamo Lo Savio (1912)
- Il pappagallo della zia Berta, regia di Baldassarre Negroni (1912)
- Ritratto dell'amata, regia di Gerolamo Lo Savio (1912)
- Tragico amore o Idillio tragico, regia di Baldassarre Negroni (1912)
- Panne d'auto, regia di Baldassarre Negroni (1912)
- Lagrime e sorrisi, regia di Baldassarre Negroni (1912)
- L’avvoltoio, regia di Baldassarre Negroni (1912)
- Ruy Blas (1912)
- Il falco rosso (1912)
- I carbonari (1912)
- Una tragedia alla corte di Milano (1912)
- Un amore di Pietro de' Medici, regia di Giuseppe Petrai (1912)
- Il fascino della violenza (1912)
- Le due scommesse (1912)
- Primavera ed autunno (1912)
- Per la sua gioia, regia di Baldassarre Negroni (1913)
- In faccia al destino, regia di Baldassarre Negroni (1913)
- Per il blasone, regia di Baldassarre Negroni (1913)
- La cricca dorata, regia di Baldassarre Negroni (1913)
- Ninì Verbena, regia di Baldassarre Negroni (1913)
- La terra promessa, regia di Baldassarre Negroni (1913)
- L'ultimo atout, regia di Baldassarre Negroni (1913)
- Il veleno delle parole, regia di Baldassarre Negroni (1913)
- La maestrina, regia di Baldassarre Negroni (1913)
- Idolo infranto, regia di Emilio Ghione (1913)
- Tramonto, regia di Baldassarre Negroni (1913)
- La gloria, regia di Baldassarre Negroni (1913)
- La suocera (1913)
- Vigilia di Natale, regia di Baldassarre Negroni (1913)
- La donna altrui, regia di Baldassarre Negroni (1913)
- La bufera, regia di Baldassarre Negroni (1913)
- L'arma dei vigliacchi, regia di Baldassarre Negroni (1913)
- L'arrivista, regia di Baldassarre Negroni (1913)
- L'Histoire d'un Pierrot, regia di Baldassarre Negroni (1914)
- L'amazzone mascherata, regia di Baldassarre Negroni (1914)
- L'onestà che uccide, regia di Maurizio Rava (1914)
- Rose e spine, regia di Maurizio Rava (1914)
- La principessa straniera, regia di Maurizio Rava (1914)
- On Temptation's Trail (1914)
- Sangue blu, regia di Nino Oxilia (1914)
- Una donna, regia di Ivo Illuminati (1914)
- La canzone di Werner, regia di Maurizio Rava (1914)
- Nelly la gigolette o La danzatrice della Taverna Nera, regia di Emilio Ghione (1914)
- Nella fornace, regia di Nino Oxilia (1915)
- La signora delle camelie, regia di Gustavo Serena (1915)
- Assunta Spina, regia di Francesca Bertini e Gustavo Serena (1915)
- Il capestro degli Asburgo, regia di Gustavo Serena (1915)
- Ivonne, la bella danzatrice, regia di Gustavo Serena (1915)
- Diana, l'affascinatrice, regia di Gustavo Serena (1915)
- Don Pietro Caruso, regia di Emilio Ghione (1916)
- La perla del cinema, regia di Giuseppe De Liguoro (1916)
- Eroismo d'amore, regia di Maurizio Rava (1916)
- La colpa altrui, regia di Maurizio Rava (1916)
- Odette, regia di Giuseppe De Liguoro (1916)
- Il destino, regia di Gustavo Serena (1916)
- Lacrymae rerum, regia di Giuseppe De Liguoro (1916)
- Baby l'indiavolata, regia di Giuseppe De Liguoro (1916)
- Fedora, regia di Giuseppe De Liguoro e Gustavo Serena (1916)
- Andreina, regia di Gustavo Serena (1917)
- La piccola fonte, regia di Roberto Roberti (1917)
- Il processo Clémenceau, regia di Alfredo De Antoni (1917)
- Malìa, regia di Alfredo De Antoni (1917)
- Frou-Frou, regia di Alfredo De Antoni (1918)
- Mariute, regia di Edoardo Bencivenga (1918)
- Tosca, regia di Alfredo De Antoni (1918)
- Eugenia Grandet, regia di Roberto Roberti (1918)
- I sette peccati capitali:
  - Gola, regia di Camillo De Riso (1918)
  - Superbia, regia di Edoardo Bencivenga (1918)
  - Ira, regia di Edoardo Bencivenga (1918)
  - Avarizia, regia di Gustavo Serena (1918)
  - Invidia, regia di Edoardo Bencivenga (1919)
  - Accidia, regia di Alfredo De Antoni (1919)
  - Lussuria, regia di Edoardo Bencivenga (1919)
- Spiritismo, regia di Camillo De Riso (1919)
- La piovra, regia di Edoardo Bencivenga (1919)
- Anima allegra, regia di Roberto Roberti (1919)
- La contessa Sara, regia di Roberto Roberti (1919)
- Beatrice, regia di Herbert Brenon (1919)
- La serpe, regia di Roberto Roberti (1920)
- La principessa Giorgio, regia di Roberto Roberti (1920)
- Lisa Fleuron, regia di Roberto Roberti (1920)
- L'ombra, regia di Roberto Roberti (1920)
- La sfinge, regia di Roberto Roberti (1920)
- Marion, artista di caffè-concerto, regia di Roberto Roberti (1920)
- Maddalena Ferat, regia di Roberto Roberti (1920)
- La ferita, regia di Roberto Roberti (1920)
- Amore di donna, regia di Roberto Roberti (1920)
- La Fanciulla di Amalfi, regia di Roberto Roberti (1921)
- La donna, il diavolo, il tempo, regia di Edoardo Bencivenga (1921)
- Il nodo, regia di Gaston Ravel (1921)
- L'ultimo sogno, regia di Roberto Roberti (1921)
- La donna nuda, regia di Roberto Roberti (1922)
- Fatale bellezza, regia di Gaston Ravel (1922)
- La giovinezza del diavolo, regia di Roberto Roberti (1922)
- Fior di levante, regia di Roberto Roberti (1925)
- Consuelita, regia di Roberto Roberti (1925)
- La Fin de Monte-Carlo, regia di Mario Nalpas e Henri Étiévant (1927)
- Mein Leben für das Deine, regia di Luitz Morat (1928)
- La Possession, regia di Léonce Perret (1929)
- Tu m'appartieni (Tu m'appartiens!), regia di Maurice Gleize (1929)
- La Femme d'une nuit, regia di Marcel L'Herbier (1930)
- La donna di una notte, regia di Amleto Palermi (1931)
- Odette, regia di Jacques Houssin e Giorgio Zambon (1934)
- Dora, la espía, regia di Raffaello Matarazzo (1943)
- A sud niente di nuovo, regia di Giorgio Simonelli (1956)
- Una ragazza di Praga, regia di Sergio Pastore (1969)
- Novecento, regia di Bernardo Bertolucci (1976)

### Doppiatrici
- Giovanna Scotto in Odette (1934)

## Televisione
- Un’ora con Francesca Bertini, a cura di Gustavo Favero, 6 novembre 1972.
- Bontà loro di Maurizio Costanzo - talk show, 25 ottobre 1976.
- L’ultima diva: Francesca Bertini, regia di Gianfranco Mingozzi, 3 puntate, 14-21-28 dicembre 1982.

## Scritti
- Io, Francesca Bertini, Radiocorriere TV, 1962, n. 9, pp. 15–17; n. 10, pp. 17–19; n. 11, pp. 12–13
- Francesca Bertini, Il resto non conta, Giardini, Pisa, 1969

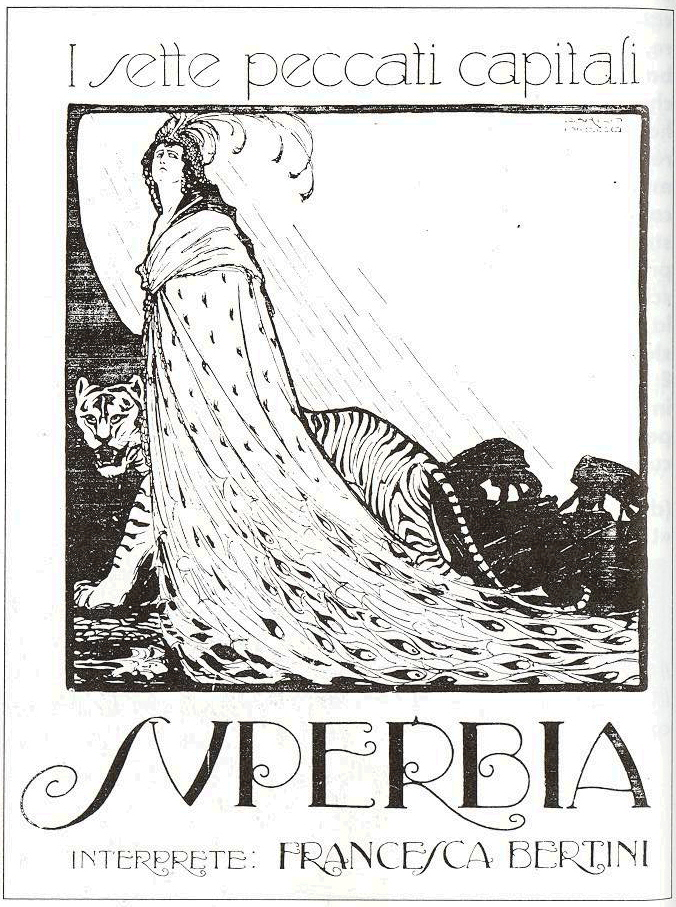
Superbia, 1919
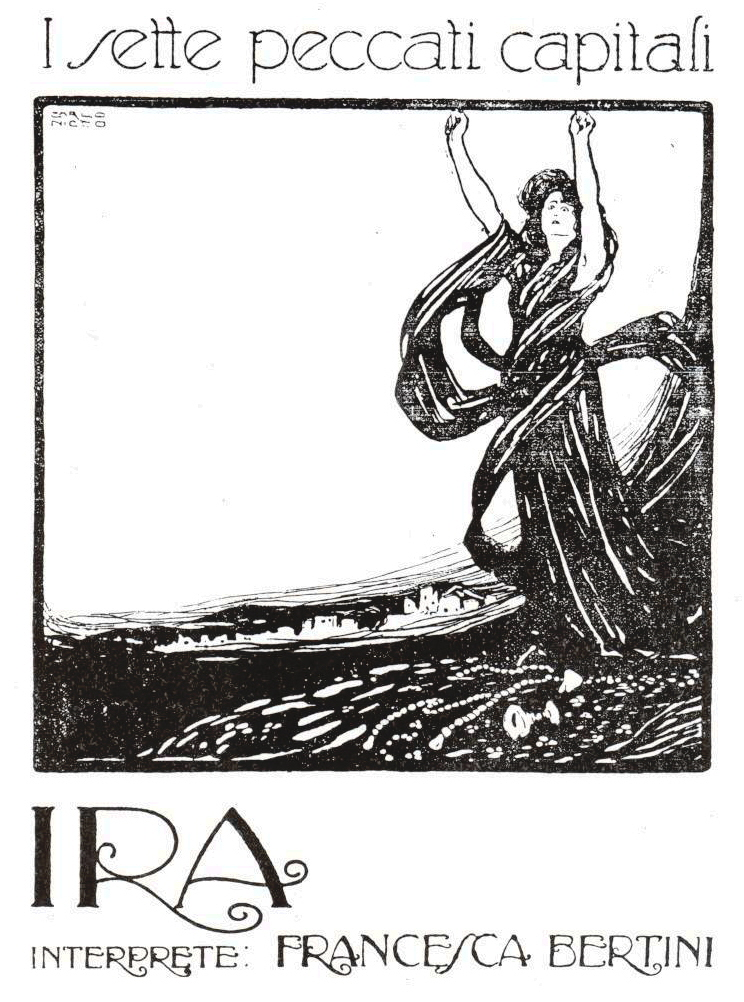
Ira, 1919
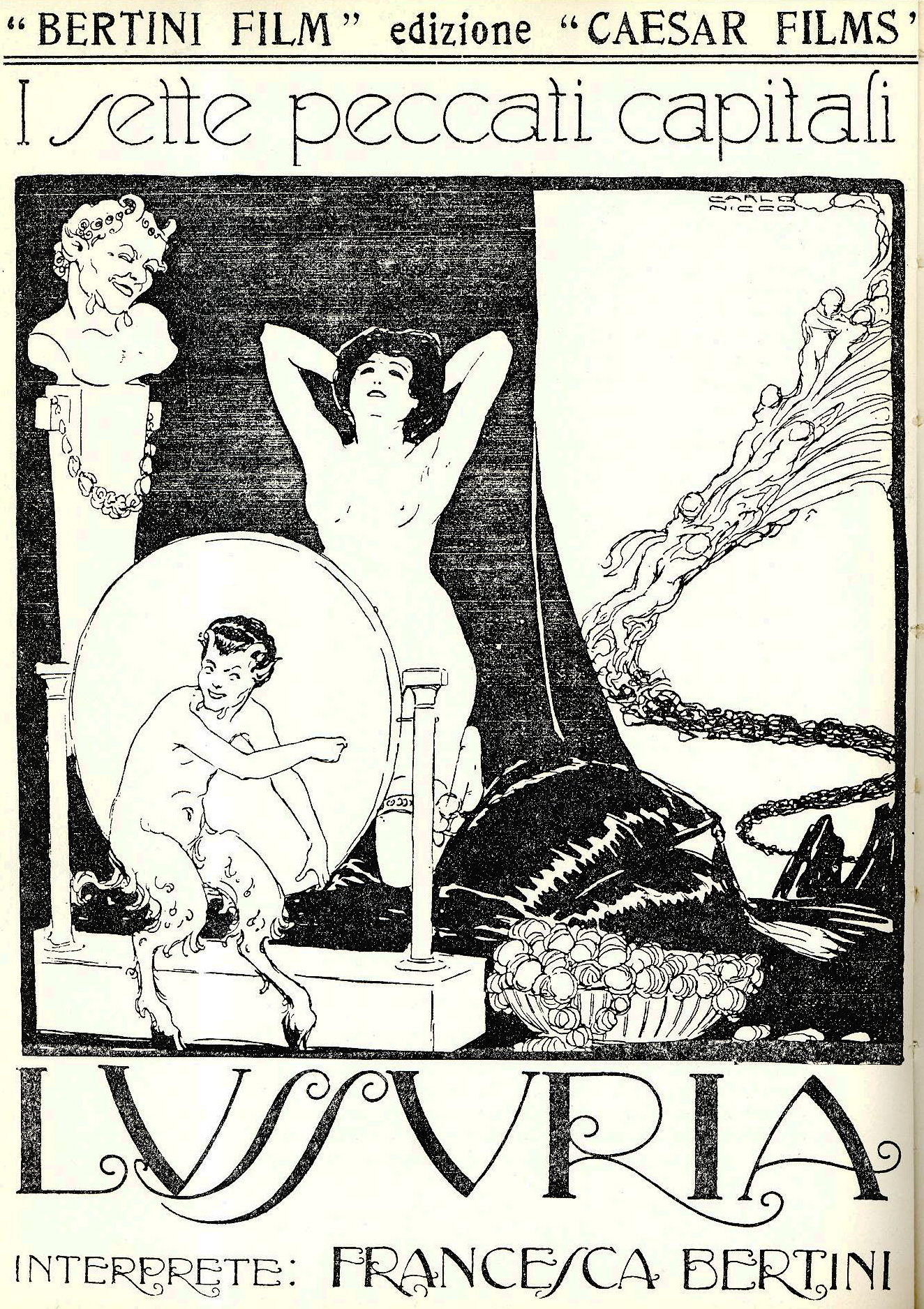
Lussuria, 1919
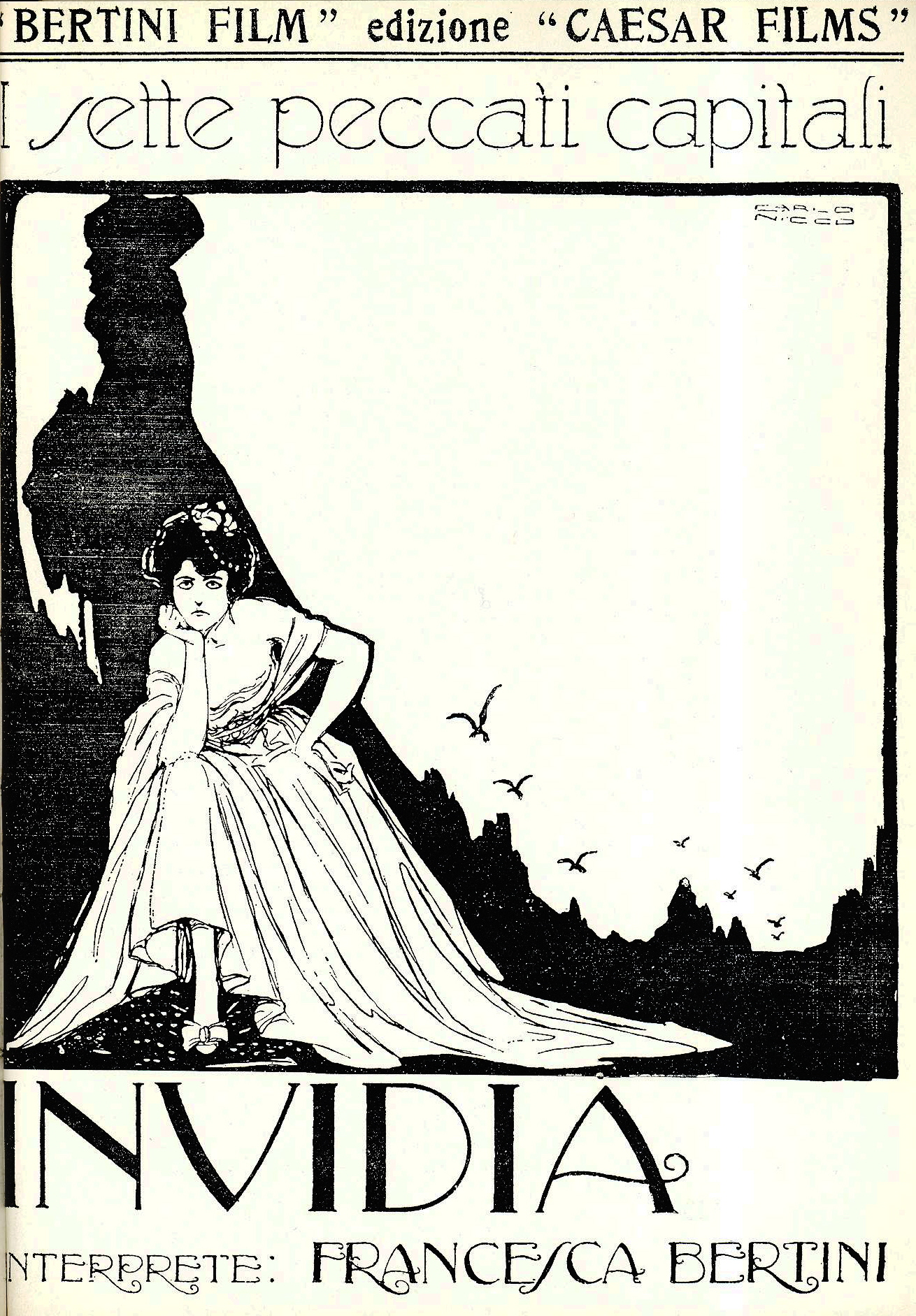
Invidia, 1919